# Herkules (film, 2014)
Herkules (eredeti cím: Hercules) 2014-ben bemutatott amerikai akció-kalandfilm, melyet Brett Ratner rendezett, forgatókönyvét pedig Ryan J. Condal és Evan Spiliotopoulos írták. A főbb szerepekben Dwayne Johnson, Ian McShane, Joseph Fiennes és John Hurt látható. A film az azonos című amerikai képregény sorozat, közelebbről pedig annak Hercules: The Thracian Wars, azaz "Herkules: a trák háborúk" című fejezete alapján készült.
Az Amerikai Egyesült Államokban 2014. július 25-én mutatták be, Magyarországon pedig a szinkronos változatot egy nappal korábban, július 24-én a Fórum Hungary forgalmazásában. A film egyike a hollywoodi stúdiók 2014-ben kiadott két Herkules témájú alkotásnak. A másik darab a Summit Entertainment által forgalmazott Herkules legendája, amelyben Kellan Lutz alakítja a főszerepet.
A filmet Magyarországon forgatták, Budapesthez közeli falvakban, Pátyon és Pilisszentivánon. A Rotten Tomatoeson a Herkules 58%-os minősítést kapott, 121 értékelés alapján. A Metacritic oldalán a film értékelése 47% a 100-ból, ami 25 véleményen alapul.

## Cselekmény
Herkules (Dwayne Johnson) a legendás hős és zsoldos csapata - a lándzsaforgató próféta, Amphiarausz (Ian McShane), a késdobáló spártai tolvaj, Autolikusz (Rufus Sewell) a vad thébai harcos, Tüdeusz (Aksel Hennie), a szkíta amazon íjász, Atalanta  (Ingrid Bolsø Berdal), valamint mesemondó unokaöccse, az athéni Iolausz (Reece Ritchie) elfogadja Trákia királyának (John Hurt) megbízását, miszerint védelmezzék meg földjeit a vérszomjas hadúr, Rhészosz pusztításától, aki polgárháborúba sodorta Trákiát.
Herkules és társai nekilátnak, hogy felkészítsék a királyi hadsereget Rhészosz szörnyetegekből toborzott hordái ellen, azonban rá kell jönniük, hogy az emberek és szörnyetegek közti határ nem is olyan éles...

## Szereplők
| Színész                         | Szereplő                    | Magyar hang     |
| ------------------------------- | --------------------------- | --------------- |
| Dwayne Johnson                  | Hercules                    | Galambos Péter  |
| John Hurt                       | Kotisz, Trákia királya      | Tordy Géza      |
| Ian McShane                     | Amphiarausz                 | Mihályi Győző   |
| Rufus Sewell                    | Autolikusz                  | László Zsolt    |
| Joseph Fiennes                  | Eurüsztheusz király         | Széles Tamás    |
| Ingrid Bolsø Berdal             | Atalanta, az íjász          | Horváth Lili    |
| Rebecca Ferguson                | Ergénia                     | Zakariás Éva    |
| Tobias Santelmann               | Rhészosz                    | Sarádi Zsolt    |
| Reece Ritchie                   | Iolausz, a történetmesélő   | Jakab Márk      |
| Irina Valerjevna Sajhliszlamova | Megara                      | Lipcsey Borbála |
| Palvin Barbara                  | Antimakhé                   | Palvin Barbara  |
| Bicskey Lukács                  | Szakállas férfi a kocsmában | Csuha Lajos     |

További magyar hangok: Törköly Levente, Varga Rókus, Borbiczki Ferenc

## Megjelenése
A film az Amerikai Egyesült Államokban 2014. november 4-én jelent meg DVD-n, Blu-rayen és Blu-ray 3D-n. Magyarországon december 10-én.